# Bellamya unicolor
Bellamya unicolor е вид охлюв от семейство Viviparidae. Видът не е застрашен от изчезване.

## Разпространение
Разпространен е в Гамбия, Гана, Египет, Камерун, Кения, Нигерия, Сенегал, Танзания, Уганда, Централноафриканска република, Чад и Южен Судан.